# Piotr Tyszko
Piotr Zbigniew Tyszko (ur. 12 lutego 1947 w Pruszkowie) – polski lekarz, doktor habilitowany nauk medycznych, nauczyciel akademicki Warszawskiego Uniwersytetu Medycznego i innych uczelni, specjalista w zakresie medycyny społecznej, organizacji ochrony zdrowia, medycyny rodzinnej i zdrowia publicznego.

## Życiorys
W 1971 ukończył studia na Wydziale Lekarskim Akademii Medycznej w Warszawie. W 1977 uzyskał stopień naukowy doktora, a w 2010 stopień doktora habilitowanego nauk medycznych.
Został kierownikiem Zakładu Opieki Zdrowotnej w Instytucie Medycyny Społecznej Warszawskiego Uniwersytetu Medycznego, wykładowcą Szkoły Zdrowia Publicznego Centrum Medycznego Kształcenia Podyplomowego, Podyplomowego Studium Zarządzania Zakładami Opieki Zdrowotnej Szkoły Głównej Handlowej w Warszawie i Wyższej Szkoły Ekologii i Zarządzania w Warszawie.